# Affaire Michèle Couturat
L'affaire Michèle Couturat est une affaire criminelle française dans laquelle Michèle Couturat, héroïnomane de 17 ans, a été enlevée le 8 mars 1980 à la porte d'Orléans à Paris. Son corps est trouvé nu dans un château d'eau désaffecté aux abords de la RN 20 le 11 mars 1980 à Mondésir au sud d'Étampes dans l'Essonne,,,,,,. À ce jour, l'auteur de ce crime n'a pas été identifié.
Michèle Couturat est considérée comme la première victime des « Meurtres de la RN20 »,.

## Biographie
Michèle Couturat est d'origine charentaise. Marginale et héroïnomane, elle se prostitue occasionnellement à Paris. Elle fait souvent du stop à la porte d'Orléans pour aller dans le Sud-Ouest. Elle a les yeux bleus, les cheveux blonds, longs et bouclés.

## Les faits et l'enquête
Le 8 mars 1980, Michèle Couturat est aperçue porte d'Orléans faisant du stop en direction du Sud-Ouest par la RN 20.
Le 11 mars 1980, son corps nu est trouvé par un ouvrier du bâtiment, pendu par une corde à une poutre métallique, dans un château d'eau désaffecté, aux abords de la RN 20 à Mondésir, au sud d'Étampes. Le nœud de la corde à laquelle elle est pendue est très sophistiqué.
Ses vêtements n'ont pas été retrouvés. Des traces de sperme sont relevées sur son corps. Elle n'a pas été violée et n'est pas morte d'une overdose. C'est un dentiste de La Rochelle, détenant ses empreintes dentaires, qui permettra de l'identifier.
Un témoin déclare avoir vu une Peugeot 504 garée près du château d'eau. Des empreintes de pneus correspondantes sont relevées sur les lieux.
Les enquêteurs feront le rapprochement avec trois autres affaires présentant des similitudes,,,,, :
- l'affaire Sylvie Le Helloco,
- l'affaire Christine Devauchelle,
- et l'affaire Pascale Lecam.

Les enquêteurs envisagent l'existence d'un tueur en série sévissant aux abords de la RN 20 entre Étampes et Arpajon, surnommé : « l'étrangleur d'Étampes », « le tueur de blondes » ou « le sadique de la RN 20 »,.
En 2008, les enquêteurs soupçonnent Michel Fourniret qui vivait dans les années 1970-80 à Clairefontaine-en-Yvelines avec sa seconde épouse et ses trois enfants. Mais aucune preuve formelle ne permet de le mettre en cause.
Dans l'affaire Pascale Lecam, un homme, Philippe L., est suspecté en 2009. Son ADN est identifié sur des traces de sperme présentes sur des mouchoirs prélevés en 1983, à proximité du corps de Pascale Lecam. Après 38 heures de garde à vue, il est finalement relâché. Il nie toute implication dans le meurtre de Pascale Lecam, et les faits sont prescrits. Rien ne permet de le relier aux trois autres « meurtres de la RN20 »,.
En octobre 2024, le journal Marianne révèle que Philippe L. a été condamné pour viol en mars 2024 dans une autre affaire.

## Documentaire télévisé
- « Le mystère des meurtres de la RN20 » le 7 décembre 2012 dans Les faits Karl Zéro sur 13e rue.

## Émission radiophonique
- « L'affaire des meurtres en série sur la RN 20 » le 20 septembre 2010 dans L'Heure du crime de Jacques Pradel sur RTL.